# Comic Gum
Comic Gum (コミックガム?) es una revista japonesa que publica nuevas series de manga en la demografía seinen. Se publica mensualmente en la editorial Wani Books.

## Títulos publicados
- Amaenaideyo!!
- Because I'm the Goddess
- Ikki Tōsen
- Mahoromatic
- Tetragrammaton Labyrinth
- The Candidate for Goddess
- Tsukuyomi -Moon Phase-
- Koe de Oshigoto!